# Laguna Tapada
La laguna Tapada es una laguna amazónica boliviana de agua dulce, ubicada en la provincia de Marbán al este del departamento del Beni. Se encuentra cercana al departamento de Santa Cruz y a una altitud de 206 m s. n. m. con unas dimensiones máximas de 8 km de largo por 6 km de ancho en época de lluvias y una superficie 1.901,6 hectáreas o 19,01 km², presenta una forma media redondeada.
- Datos: Q5851893